# Matisyahu
Matisyahu (West Chester, Pennsylvania, 1979. június 30. –) Matthew Paul Miller amerikai zsidó reggae-zenész héber neve és egyben művészneve.
Egyedi stílusában hagyományos zsidó témákat ötvöz reggae és
rock elemekkel. Matisyahu a Chabad-Lubavics haszidi zsidó vallást követi. Egészen 2012-ig hagyományos haszidi zsidó viseletet használt (hosszú szakáll és haj, tradicionális ruha), továbbá sabbatkor nem lép fel.
2004 óta három stúdióalbuma, egy élő albuma és két remixalbuma jelent meg, azonkívül egy koncertfelvétel DVD-je, melyen számos interjú is található. Rövid pályafutása alatt olyan nagy nevekkel dolgozott együtt, mint Bill Laswell, a Sly & Robbie duó és a The Crystal Method.
Matisyahu már első lemezének megjelenése óta pozitív kritikát kapott mind rock, mind reggae körökben. A Billboard 2006-ban a „legjobb reggae művész”-nek nevezte.

## Lemezek

### Albumok
| Borító | Megjelenés          | Cím                      | Kiadó                  | US Billboard legfelső helyezés | US RIAA eladások |
|        | 2004. november 1.   | Shake Off the Dust…Arise | JDub Records           | -                              |                  |
|        | 2005. április 19.   | Live at Stubb's (live)   | JDub/Or Music/Epic     | #30                            | Platina          |
|        | 2006. március 7.    | Youth                    | JDub/Or Music/Epic     | #4                             | Platina          |
|        | 2006. március 7.    | Youth Dub                | JDub/Or Music/Epic     | -                              |                  |
|        | 2006. december 26.  | No Place to Be (CD/DVD)  | Sony Music             | #149                           | -                |
|        | 2009. augusztus 25. | Light                    | Sony Music             | -                              |                  |
|        | 2012. július 17.    | Spark Seeker             | United Record Pressing | #19                            |                  |
|        | 2014. június 3.     | Akeda                    | Elm City Music         | #36                            |                  |
|        | 2017.május 19.      | Undercurrent             | Fallen Sparks          | #16                            |                  |

### Kislemezek
| Év   | Cím                                                                       | Chart Listás helyezések | Chart Listás helyezések | Chart Listás helyezések | Chart Listás helyezések | Chart Listás helyezések | Chart Listás helyezések | Album                |
| Év   | Cím                                                                       | US Hot 100              | US Modern Rock          | Brit kislemezlista      | US Adult Top 40         | Hot Digital Songs       | Pop 100                 | Album                |
| ---- | ------------------------------------------------------------------------- | ----------------------- | ----------------------- | ----------------------- | ----------------------- | ----------------------- | ----------------------- | -------------------- |
| 2006 | King Without a Crown                                                      | 28                      | 7                       |                         | -                       | 13                      | 27                      | Live at Stubbs/Youth |
| 2006 | Youth                                                                     | -                       | 19                      | -                       | -                       | -                       |                         | Youth                |
| 2006 | Jerusalem (Out of the Darkness Comes Light) new version with Sly & Robbie | -                       | -                       | -                       | -                       | -                       |                         | Jerusalem kislemez   |

### Videóklipek
Matisyahu a következő hét számhoz készített klipet;
1. King Without a Crown (Youth version)
2. Youth
3. Jerusalem (Out of Darkness Comes Light)
4. Time of your song
5. One day
6. Sunshine
7. Happy Hanukkah

### Feldolgozások
- Message in a Bottle (The Police) – Album Cover[2]
- Rastaman Chant (Bob Marley) – Live Cover[3]
- Soul Rebel (The Wailers) – Live Cover[4]

## TV- és rádiószereplések
- Jimmy Kimmel Live (2004. augusztus 24.)
- Last Call with Carson Daly (2004)
- Steve Harvey's Big Time Challenge (2004)
- The Tonight Show With Jay Leno (2005)
- Late Night With Conan O'Brien (2005)
- World Cafe (NPR) (2005. július 29.)
- The Late Late Show (CBS) (2005. november 15.)
- mtvU Woodie Awards 2005 (2005. november)
- MTV 10 Spot (2005. december 6.)
- MTVU : Uber (2005. december 19.)
- Late Show with David Letterman (2006. január 16.)
- Late Night with Conan O'Brien (2006. március 7.)
- Jimmy Kimmel Live (2006. március 8.)
- CBS Sunday Morning (2006. március 26.)
- Guerilla Gig Live (2006. március 31.)
- Later with Jools Holland (2006. május 12.)
- Late Late Show with Pat Kenny (2006. május 19.)
- Zane Lowe, BBC Radio 1 (2006. május 31.)
- MTV LIVE, MTV Canada (2006. június 12.)
- Bonnaroo, Manchester, Tennessee (2006. június 18.)
- Rock Werchter 2006, Belgium (2006. július 29.)
- Lollapalooza, Chicago (2006. augusztus 5.)
- Austin City Limits Music Festival, Austin (Texas) (2006. szeptember 17.)
- Soundcheck, WNYC, New York, (2006. december 11.) Listen Archiválva 2007. augusztus 10-i dátummal a Wayback Machine-ben
- The Tonight Show With Jay Leno (2007. január 3.)
- Jimmy Kimmel Live (2007. január 4.)

## Jelölések és díjak

### Jelölések
- 2007 Grammy Awards – Best Reggae Album for Youth[5]

### Díjak
- 2006 Esquire's Esky Music Awards – Most Lovable Oddball in The magazine called him "the most intriguing reggae artist in the world."[6]

## Érdekességek
- In early 2006, Matisyahu was invited by Madonna (who is a follower of the Kabbalah Centre) to her Passover Seder. Matisyahu commented that; "I'll have to check it out with, like, multiple people, to make sure it's kosher."[7]
- Mathiasyahu vegán étrenden él, sőt egy  zsidó vegán szervezet vezetőségi tagja.